# Etonitazeno
El etonitazeno, también conocido como EA-4941 o CS-4640, es un opioide benzimidazol, reportado por primera vez en 1957, que ha demostrado tener aproximadamente entre 1000 y 1500 veces la potencia de la morfina en animales.
Debido a su fuerte potencial de dependencia y a su tendencia a producir depresión respiratoria profunda, no se utiliza en humanos. Sin embargo, es útil en modelos animales para estudios de adicción, en particular aquellos que requieren que los animales beban o ingieran el agente, ya que no es tan amargo como las sales opiáceas como el sulfato de morfina.